# 波納孔

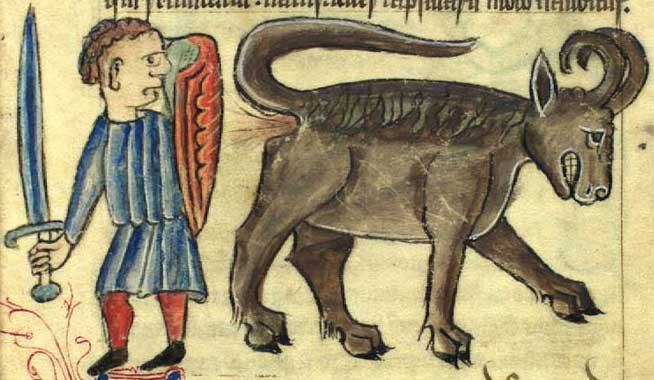
波納孔

波納孔（Bonnacon、Bonaconn）是棲息在亞洲沙漠或低木地的傳說上的牛形動物，會排放灼熱且惡臭的糞便保護自己。

## 概要
根據古羅馬的博物學家老普林尼的《博物志》，波納孔的外型是長著馬鬃的牛，棲息在巴爾幹半島，角向內側彎曲，因此無法用在戰鬥，保身的方法是排放能將接觸之物燒焦的糞便。又，根據《亞伯丁動物寓言集》，波納孔的棲息地在亞洲。《黃金傳說》則記載，波納孔棲息在加拉太，和利維坦生下塔拉斯克。

## 脚注
1. ↑  Pliny the Elder. Naturalis Historia, Book 8, 16
2. ↑  .   [2019-12-03]. （原始内容存档于2021-06-09）.
3. ↑  . Fordham University.   [January 23, 2017]. （原始内容存档于2021-04-18）.
4. ↑  . L'Abbaye Sainte Benoit.   [January 23, 2017]. （原始内容存档于December 24, 2010）.

## 外部連結
- Bonnacon at The Medieval Bestiary （页面存档备份，存于）